# Pilvi Ojamaa
Glaskünstlerin Pilvi Ojamaa, 2012

Link zum Bild

Pilvi Ojamaa (* 21. Dezember 1930 als Pilvi Puppart in Tallinn, 1951–1962 Pilvi Uuk) ist eine estnische Glaskünstlerin und Designerin. Ihre Entwürfe für die Glasfabrik Tarbeklaas gelten als estnische Designklassiker.

## Leben und Werk
Sie studierte bei Maks Roosma an der Estnischen Kunstakademie (damals Nationales Kunstinstitut der Estnischen SSR) und schloss 1956 mit Auszeichnung ab. Für ihre Abschlussarbeit gravierte sie einen figuralen Kristallpokal mit dem Titel Võimlejad (Turnerinnen). Von 1956 bis 1958 arbeitete sie als Graveurin in der Leningrader Kunstglasfabrik und anschließend von 1958 bis 1965 in der Flora-Fabrik in Tallinn. Nach dem Ausscheiden von Ingi Vaher trat Pilvi Ojamaa 1965 in die Glasfabrik Tarbeklaas ein und arbeitete dort bis 1992. Seither widmet sie sich ganz der Kristallgravur. Besondere Perfektion erreicht sie bei der Darstellung von Frauenkörpern in Bewegung.
Glas mit Gravur, Pilvi Ojamaa im Profil

Link zum Bild

„Die Gravur ist für mich ein Mittel, um meine Gefühle und spirituellen Erfahrungen auszudrücken. Ich habe versucht, den menschlichen Figuren in meinen Kompositionen eine Seelenhaftigkeit zu verleihen, die sich in ihren angespannten Bewegungen, Händen und Gesichtsausdrücken zeigt. Jedes meiner Werke ist für mich wie eine Kurzgeschichte. Ich habe meine eigenen Einschätzungen der Zeit und der Ereignisse in jedem Werk hinterlassen.“

Ihre Handschrift passte perfekt zum Tarbeklaas-Design um Helga Kõrge und Mirjam Maasikas. Zu ihren ersten Entwürfen für die Glasfabrik Tarbeklaas gehörte die Serie „Re“ (1966). Von 1984 bis 1992 wurde das Trinkglasset „Aroom“ in großen Auflagen produziert. Es zeichnete sich durch seinen guten Klang und seine runde Form aus. Die Weingläser „Juta“ (1971) waren in Estland, aber vor allem im Ausland als Importware sehr beliebt. Frei geformte Farbgläser, die sich durch ihre Plastizität und fantasievolle Form auszeichnen, wurden hauptsächlich in den 1970er und 1980er Jahren hergestellt. Große Bekanntheit erreichten die Vase „Märtsikelluke“ (1982), die Schalenvasen „Gondel“ (1983) und die Vasen „Šaboo“ (1987) mit gewelltem Rand. Sie wurden in vielen Farbvariationen hergestellt und wurden zum Sammelobjekt.
Von 1993 bis 1998 lehrte Pilvi Ojamaa an der Estnischen Kunstakademie.
Das Feld ihrer 60-jährigen Berufstätigkeit umfasste industrielles Produktdesign sowie handwerkliche Techniken wie Gravur, Strichgravur, Kristallschneiden, Sandstrahlen und verschiedene Wärmebehandlungstechniken. Anlässlich einer Ausstellungseröffnung berichtete sie, dass ihre Phantasie als Künstlerin zu Zeiten der UdSSR nur durch die Planwirtschaft begrenzt war. Zeitweise war es möglich, neben dem Industriedesign auch einzigartige, künstlerische Objekte zu entwerfen. Nachteilig war, dass auf Grund des damals verwendeten, eisenhaltiges Glases die Werke nicht über den heute üblichen Glanz verfügten.
Ihre Werke befinden sich in den Sammlungen des Estnischen Museums für Angewandte Kunst, des Estnischen Geschichtsmuseums, des Stadtmuseums Tallinn, des Russischen Museums in St. Petersburg, des Museums der Kunstglasfabrik in Sankt Petersburg und des Museums der Mikond-Fabrik in Taschkent.

## Rezeption
Vase „Ristik“, 1958

Link zum Bild

Pilvi Ojamaa gilt als beste Glasgraveurin Estlands mit einem perfekten Gefühl für Proportionen. Maie-Ann Raun, emeritierte Professorin an der Estnischen Kunstakademie, lobte ihre sensible und schöne Formensprache mit einer glatten Silhouette, die auf dem Fließen von Glas basiert. Zu den Hauptwerken der estnischen Glaskunst gehören ihre Vasen „Vaikus“ (Stille) von 1973 sowie die nach dem Ausscheiden aus der Glasfabrik entstandenen Werke Lennule (Flug) von 1994, Pääsenud (Entkommen) von 1999, Laine Loomine (Erzeugung von Wellen) von 1999 und Laine Creation (Wellenbildung) von 2002, Elaan (Elan) 2006 und Lendstart (Abflug) 2008.

## Werke (Auswahl Industriedesign)
- Produktion 1966 bis 1969: Weingläser „Re“,[8]
- Produktion 1966 bis 1990: Wodkagläser „Mi“,[9] Wodkagläser „Mi“, Rauchglas, Gravur Typ I,[10] Wodkagläser „Mi“, violett-oranges Glas, Gravur Typ I,[11] Gläser für Dessertwein „Mi“,[12]
- Produktion 1968 bis 1969: Karaffe „Do“,[13]
- Produktion 1971 bis 1974: Rauchglas-Cocktailglas und Krug-Set „Valli“,[14]
- Produktion 1972 bis 1990: Cognacgläser „Trull“[15]
- Produktion 1972 bis 1990: Kleine Cognacgläser „Trips“, Gravur Typ III[16]
- Produktion 1977 bis 1990: Weingläser „La“[17]
- Produktion 1977 bis 1983: Kanne „London“[18]
- Produktion 1978 bis 1993: Cognacgläser „Elle“[19]
- Produktion 1986 bis 1990: Schüssel „Säde“[20]
- Produktion 1986 bis 1990: Vase „Gondel“[21]
- Produktion 1986 bis 1993: Likörgläser „Aroom“[22], Produktion 1989 bis 1990: Weingläser „Aroom“[23]
- Produktion 1990 bis 1993: Pressglasgeschirr Serie „Adam“, Set  Tasse/Untertasse/Teller[24], Schälchen[25], Untersetzer[26], Lange Schale[27], Schale[28], vierteilige Schale[29]
- Essigflasche FLORA[30]
- Kerzenleuchter „Kerossinka“[31]

## Ausstellungen (Auswahl)
- 2016 Übersichtsausstellung ihres Werkes in der Ausstellungsgalerie der Glashütte Olustvere[32]
- 2017 Eesti oma klaas (Estlands eigenes Glas), Schloss Kuressaare[33]
- 2017–2020 Tarbeklaasi kunstniku Pilvi Ojamaa klaastooteid aastaist 1965-1992 (Gläser der Industrieglasdesignerin Pilvi Ojamaa aus den Jahren 1965–1992), Järvakandi Klaasimuuseumis (Glasmuseum Järvakandi)
- 2017 Cloud Gotland, Harjumaa-Museum, Keila[1]
- 2021 Kogutud teosed (Gesammelte Werke), Estnisches Museum für Angewandte Kunst und Design (ETDM)[4]

## Auszeichnungen
- Expo 58 Goldmedaille und Ehrendiplom
- 1960, 1972, 1979, 1985, 1987: Silber- und Bronzemedaille, VDNH, Moskau
- Ehrenmitglied des Estnischen Glaskünstlerverbandes[1]

## Mitgliedschaften
- Seit 1970 Kunstnike Liidu liige (Union der Künstler)[6]
- Seit 1989 Disainerite Liidu liige (Union der Designer)[6]